# Halicyclops lindbergi
Halicyclops lindbergi – gatunek widłonoga z rodziny Halicyclopidae. Nazwa naukowa tych skorupiaków została opublikowana w 1995 roku przez brazylijskiego profesora zoologii Carlosa Eduarda Falavigna da Rocha z Universidade de São Paulo. 